# Basilique Santissimo Salvatore
La basilique Santissimo Salvatore est une église de Pavie. L'église a été fondée en 657 par le roi lombard Aripert I et est devenu un mausolée pour de nombreux rois lombards.

## Histoire
Le premier témoignage relatif à l'église est de l'historien Paul Diacre, qui fait référence à la fondation d'une "église du Sauveur" par Aripert Ier, roi des Lombards de 653 à 661, pour construire un lieu pour sa sépulture, comme ainsi que ses fils Perctarit et Godepert et ses neveux Cunipert, Liutpert (certainement pas) et Aripert II, créant ainsi un mausolée de la dynastie bavaroise, ainsi que pour célébrer la conversion définitive des Lombards au catholicisme.
Le noyau original de l'église est daté de 657. L'église médiévale de Saint Salvatore était une église-mausolée d'illustres rois lombards. Aripert I avec son fils Perctarit, neveu Cunipert, Liutpert et Aripert II y ont été enterrés.
Adélaïde de Bourgogne, reine consort d'Italie (de 947 à 950, en tant qu'épouse de Lothaire II d'Italie, puis de 962 à 973, en tant qu'épouse d'Otton Ier) décida de reconstruire à la fois l'église et le monastère à partir des fondations. En 971, il confie le monastère à l'Ordre des Bénédictins et l'organisation religieuse à Mayeul de Cluny. Avec le diplôme du 30 septembre 982, l'empereur Otton II a fait don au monastère des villages et des terres de Corteolona et de Monticelli Pavese, et de Garlasco. Aux XIIe et XIIIe siècles, le monastère était propriétaire d'un terrain près de Monticelli Pavese, sur lequel le monastère détenait des droits féodaux et de ban. Frederick Barberousse est hébergé dans le palatium près du monastère, plus tard couronné roi dans la basilique San Michele Maggiore. En 1248, l'empereur Frédéric II a également séjourné dans le même palais,.
En 1448, le monastère fut rattaché aux Bénédictins de la Congrégation des Pères de Santa Giustina de Padoue. Les bénédictins ont fait reconstruire l'église et le monastère entre 1453 et 1511. L'église a été reconstruite dans des formes gothiques tardives ou Renaissance (peut-être sous l'architecte Giovanni Antonio Amadeo). L'importance du monastère de Pavie s'est certainement maintenue jusqu'au milieu du XVIe siècle, comme en témoigne le privilège de confirmation de propriété et d'immunité délivré par Charles Quint en 1540, suivi d'un similaire de Philippe II en 1555. Important était 1585, le année où une cérémonie officielle a eu lieu pour le dépôt des os des rois, déjà enterrés dans l'ancienne église, dans le nouveau bâtiment.
Entre 1777 et 1779, le gouvernement autrichien promeut la création, à l'intérieur du monastère, de la typographie du monastère royal impérial de S. Salvatore, confiée aux moines, mais financée par le gouvernement et dotée d'équipements modernes. En 1782, le monastère a été supprimé avec d'autres corporations religieuses à Pavie. En 1795, le monastère fut concédé à la mairie pour abriter un collège d'étudiants. Entre 1859 et 1900, l'église a été utilisée par l'armée comme infirmerie et ce n'est qu'en 1901 qu'elle a été rendue à l'église catholique. Depuis 2017, des fouilles archéologiques ont commencé à l'intérieur de la basilique et de l'ancien monastère. Les fouilles ne sont pas encore terminées, mais ont mis au jour des tombes lombardes pouvant contenir des ossements de rois.

## Architecture
L'église a un plan en croix latine à trois absides, avec des voûtes d'ogives gothiques. Les trois nefs à l'intérieur de l'église ont des décorations classiques datant du début du XVIe siècle ; motifs grotesques, frises avec anges et tondi et portraits de moines dans l'entablement, clipei avec prophètes dans les segments de l'abside et docteurs de l'église dans les lunettes. Les fresques et les espaces intérieurs constituent des éléments Renaissance dans un monument qui reste marqué par le goût gothique tardif.

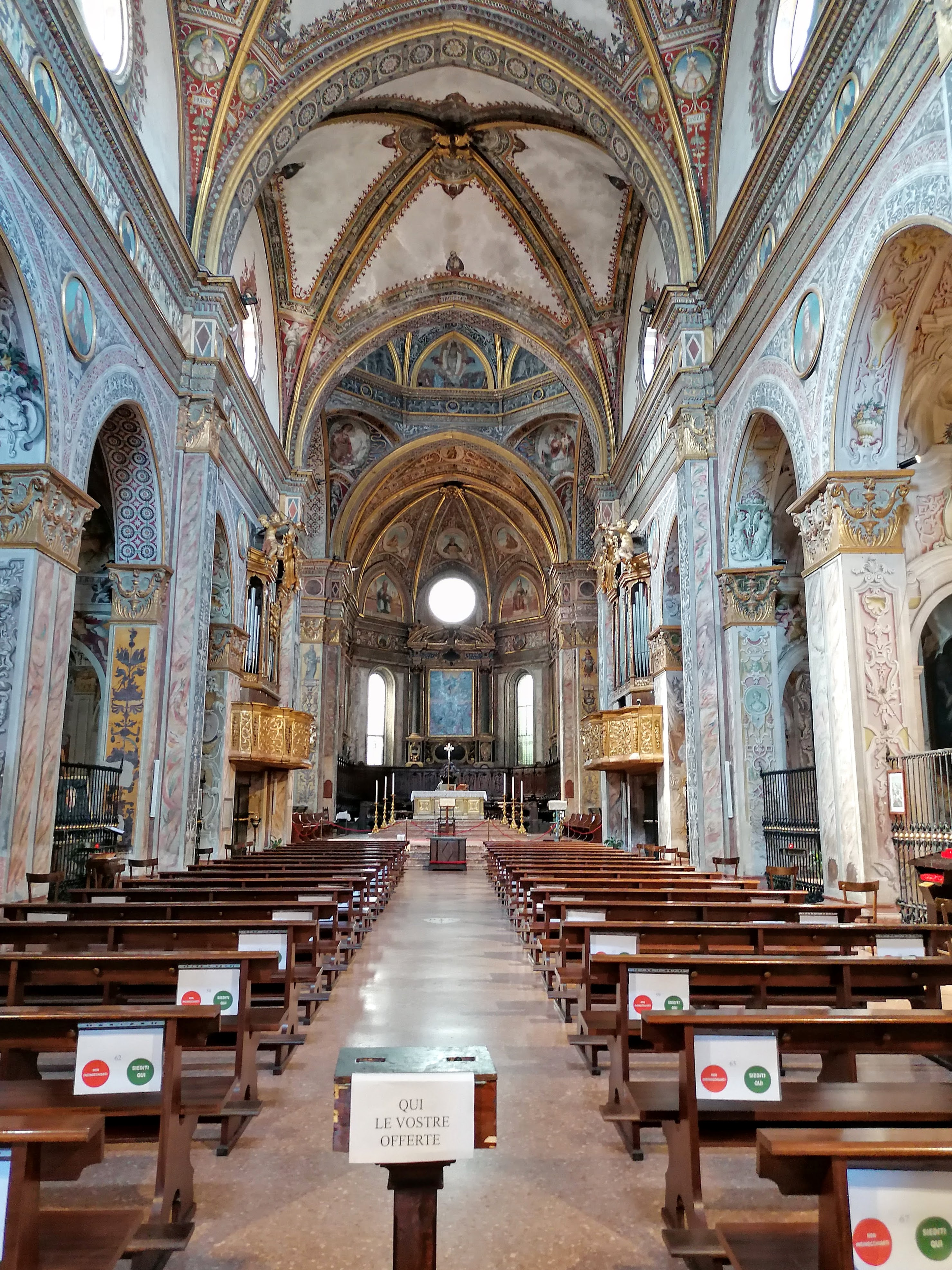
lIntérieur.
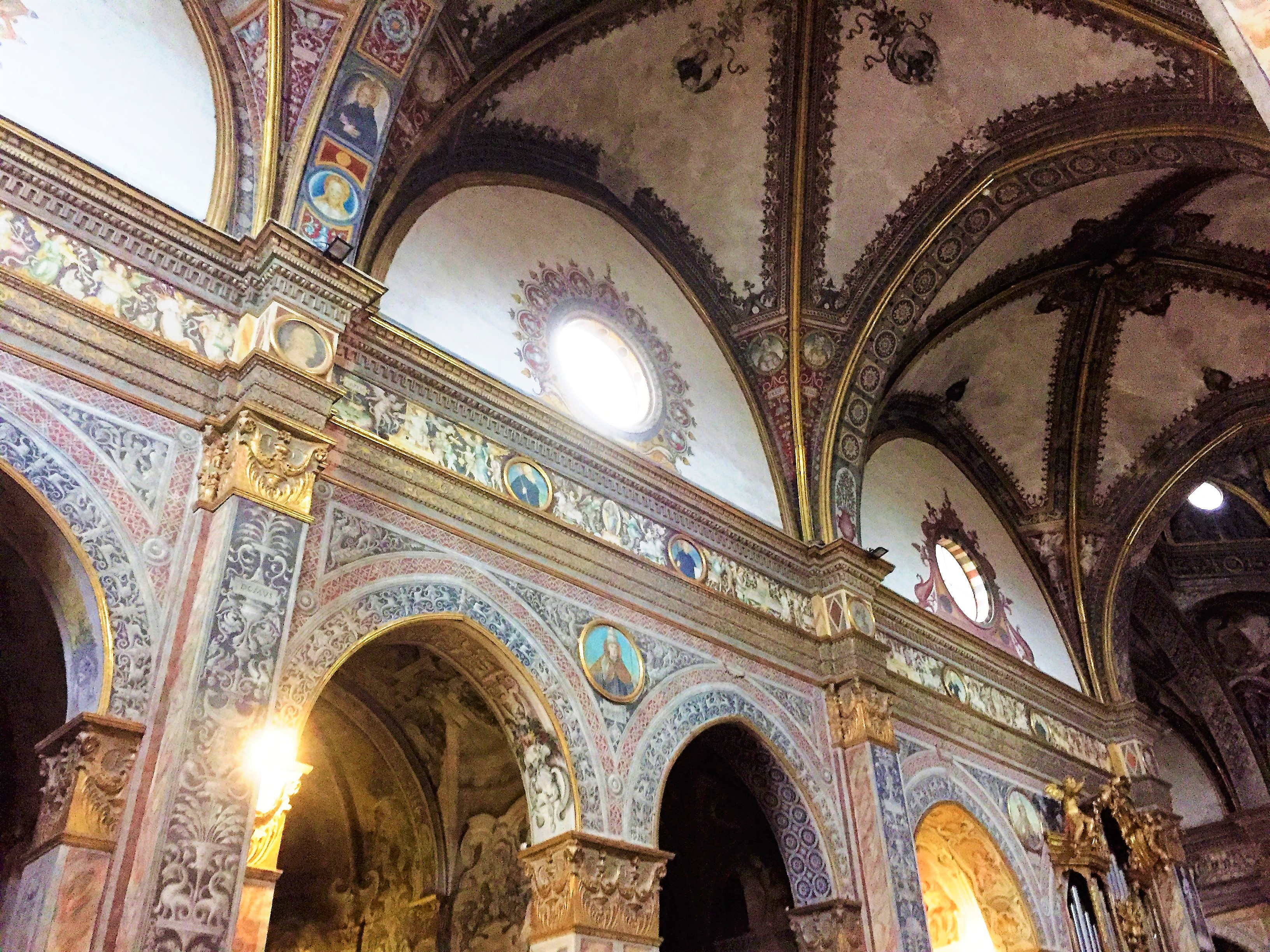
Intérieur.
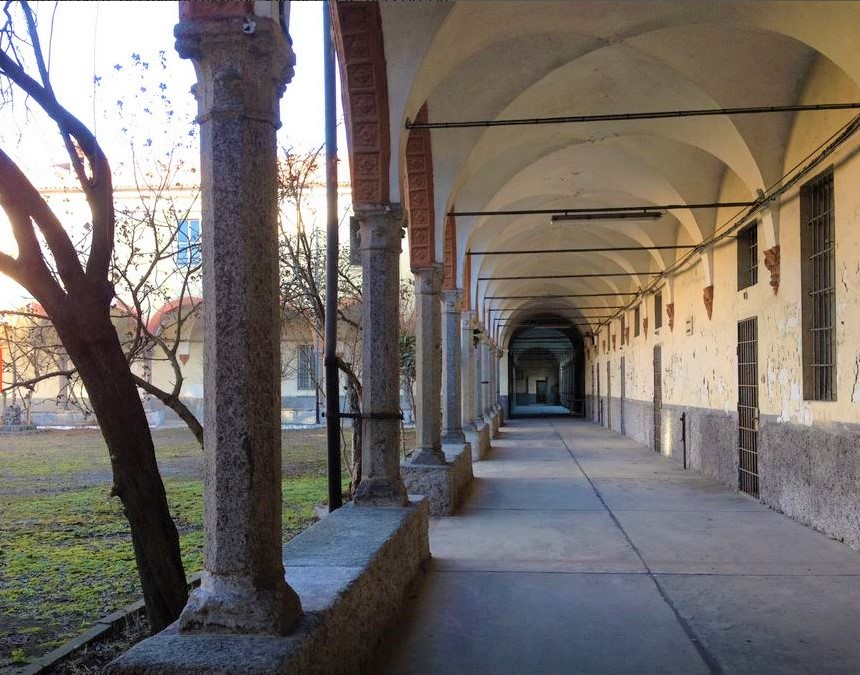
Le cloître.
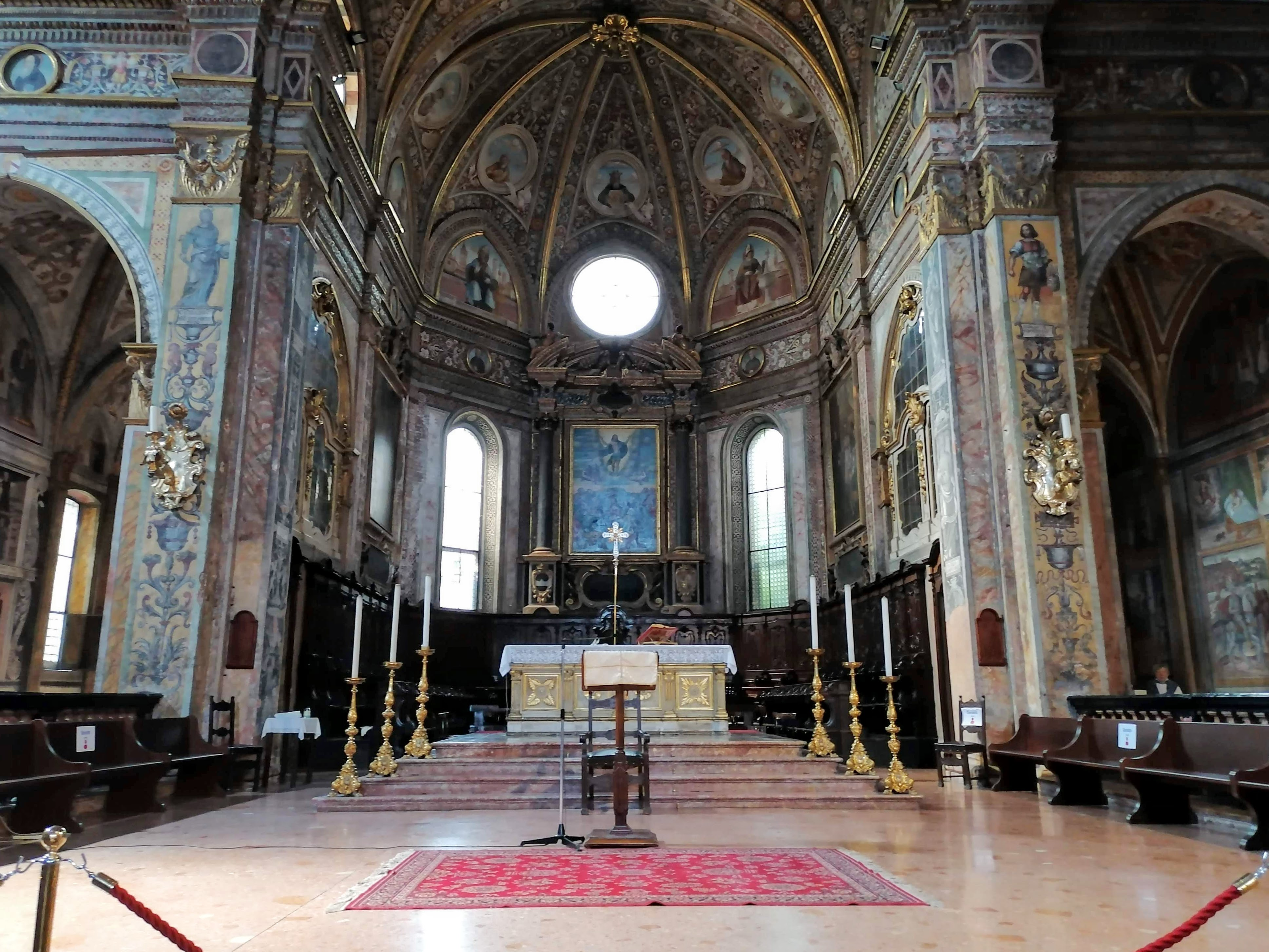
Maître-autel.

Dans la première chapelle à gauche, il est possible d'admirer les fresques de jeunesse du peintre Bernardino Lanzani. Les fresques racontent des épisodes de la vie de saint Mayeul de Cluny. La quatrième chapelle à gauche est dédiée à la vie de saint Antoine le Grand. Les fresques proviennent de l'atelier de Lanzani et décrivent des épisodes de la vie contemplative de saint Antoine. Au fond de l'église, sur le côté droit du maître-autel, la chapelle dédiée à Saint Martin de Tours est conservée. C'est une chapelle aux grands volumes typiques du gothique, avec de belles fresques également de Bernardo Lanzani. Sur le dôme, qui est divisé en huit segments, la voûte céleste est peinte, de petits nuages et des têtes d'angelots aux ailes violettes formant des cercles concentriques. La clé de voûte est dominée par la grande colombe du Saint-Esprit, qui plane dans le ciel les ailes déployées, soulignée par les rayons de lumière dorée. Le presbytère contient une riche décoration de fresques datant du début des années 1500, toujours de Bernardino Lanzani.
Le cloître a été construit entre 1460 et 1470 et rendu à la paroisse par les militaires en 1992, il a un plan carré et est entouré sur quatre côtés par un portique, soutenu par des colonnes. à section octogonale en granit, munie de chapiteaux de style gothique, contrastant avec des chapiteaux en terre cuite. Bien qu'elles soient encore recouvertes de plusieurs couches de peinture, des vestiges de fresques du XVe siècle émergent.